# A Taste for Blood
A Taste for Blood är en EP av det norska death metal-bandet Blood Red Throne. EP:n utgavs 2002 av skivbolaget Hammerheart Records.

## Låtförteckning
1. "Ravenous War Machine" – 6:57
2. "The Children Shall Endure..." – 3:26
3. "Mary Whispers of Death" – 4:49
4. "Monument of Death" – 3:09
5. "Cryptic Realms" (Massacre-cover) – 4:50
6. "Malignant Nothingness" – 3:31

## Medverkande
Musiker (Blood Red Throne-medlemmar)
- Død (Daniel Olaisen) – gitarr
- Tchort (Terje Vik Schei) – gitarr
- Erlend C (Erlend Caspersen) – basgitarr
- Mr. Hustler (Flemming Gluch) – sång
- Espen Antonsen – trummor

Produktion
- Endre Kirkesola – producent, ljudtekniker